# 撒都语
撒都语(自称：sa55 du42 pho313(白碧波2012:9))是一种在中国云南省中部玉溪市使用的彝语。

## 分类
白碧波(2012)将撒都语归为哈尼语aka南部彝语，不过中国政府一般将撒都语使用者归为白族。 Fang (2013)注释道撒都语和撒慕语共享许多特征，并将撒都语划为彝语东南部方言。

## 分布
撒都语分布在云南省玉溪市红塔区(Bai 2012:3)。
- 春和镇波衣村新村[4] (自称：所那泼)
- 春和镇波衣村大水塘[5] (自称：塔塔泼)
- 北城镇大石板村椒园[6] (自称：哩期泼)

不再使用撒都语的撒都人也在下列地区有分布(Bai 2012:5, 29)。
- 晋宁区双河彝族乡核桃园[7]、田坝村[8]等几个村
- 宝峰镇柏柳庄[9]